# Associazione Sportiva Trapani 1906 1987-1988
Questa pagina raccoglie i dati riguardanti l'Associazione Sportiva Trapani 1906 nelle competizioni ufficiali della stagione 1987-1988.

## Stagione
Nella stagione 1987-1988 il Trapani disputò il campionato di Serie C2, raggiungendo il 13º posto.

## Divise e sponsor
I colori sociali dell'Associazione Sportiva Trapani sono il granata ed il bianco per la maglia di riserva.
| Casa | Trasferta |

## Risultati

### Serie C2

#### Girone di andata
| Trapani 20 settembre 1987, ore 16:00 UTC+1 1ª giornata                 | Trapani   | 2 – 1       | Atletico Catania | Stadio Polisportivo Provinciale |
| \| \| \| \| \| Valenti Vito ?’ Sapio ?’ \| Marcatori \| ?’ Sinopoli \| |           |             |                  |                                 |
|                                                                        |           |             |                  |                                 |
| Valenti Vito ?’ Sapio ?’                                               | Marcatori | ?’ Sinopoli |                  |                                 |

| Giarre 27 settembre 1987, ore 16:00 UTC+1 2ª giornata | Giarre | 0 – 0 | Trapani | Stadio Comunale |

| Trapani 4 ottobre 1987, ore 15:30 UTC+1 3ª giornata | Trapani | 0 – 0 | Ercolanese | Stadio Polisportivo Provinciale |

| Cisterna 11 ottobre 1987, ore 15:30 UTC+1 4ª giornata | Pro Cisterna | 1 – 0 | Trapani | Stadio Comunale |
| \| \| \| \| \| Fornari ?’ \| Marcatori \| \|          |              |       |         |                 |
|                                                       |              |       |         |                 |
| Fornari ?’                                            | Marcatori    |       |         |                 |

| Trapani 18 ottobre 1987, ore 15:30 UTC+1 5ª giornata | Trapani   | 2 – 0 | Juventus Stabia | Stadio Polisportivo Provinciale |
| \| \| \| \| \| Monti ?’ Picano ?’ \| Marcatori \| \| |           |       |                 |                                 |
|                                                      |           |       |                 |                                 |
| Monti ?’ Picano ?’                                   | Marcatori |       |                 |                                 |

| Arbitro: | Forte (Aosta) |

|                                |           |                 |
| Fabbiano 1’, 44’ D'Isidoro 55’ | Marcatori | 61’ Del Giudice |

| Latina 1º novembre 1987, ore 15:30 UTC+1 7ª giornata | Latina    | 1 – 1   | Trapani |  |
| \| \| \| \| \| Doto ?’ \| Marcatori \| ?’ Pita \|    |           |         |         |  |
|                                                      |           |         |         |  |
| Doto ?’                                              | Marcatori | ?’ Pita |         |  |

| Trapani 8 novembre 1987, ore 15:30 UTC+1 8ª giornata | Trapani | 0 – 0 | Palermo | Stadio Polisportivo Provinciale (9.000 spett.) |

| Cava dei Tirreni 15 novembre 1987, ore 14:30 UTC+1 9ª giornata | Cavese    | 2 – 1    | Trapani |  |
| \| \| \| \| \| Pecchi ?’, ?’ \| Marcatori \| ?’ Adamo \|       |           |          |         |  |
|                                                                |           |          |         |  |
| Pecchi ?’, ?’                                                  | Marcatori | ?’ Adamo |         |  |

| Trapani 22 novembre 1987, ore 14:30 UTC+1 10ª giornata                        | Trapani   | 3 – 2          | Afragolese | Stadio Polisportivo Provinciale |
| \| \| \| \| \| Pita ?’ Vitiello ?’ Adamo ?’ \| Marcatori \| ?’, ?’ Collaro \| |           |                |            |                                 |
|                                                                               |           |                |            |                                 |
| Pita ?’ Vitiello ?’ Adamo ?’                                                  | Marcatori | ?’, ?’ Collaro |            |                                 |

| Crotone 29 novembre 1987, ore 14:30 UTC+1 11ª giornata                            | Kroton    | 3 – 1     | Trapani | Stadio Enzo Scida |
| \| \| \| \| \| Della Volpe ?’ Vitelli ?’ Prochilo ?’ \| Marcatori \| ?’ Picano \| |           |           |         |                   |
|                                                                                   |           |           |         |                   |
| Della Volpe ?’ Vitelli ?’ Prochilo ?’                                             | Marcatori | ?’ Picano |         |                   |

| Siracusa 6 dicembre 1987, ore 14:30 UTC+1 12ª giornata | Siracusa | 0 – 0 | Trapani |  |

| Trapani 13 dicembre 1987, ore 14:30 UTC+1 13ª giornata | Trapani   | 1 – 1        | Turris | Stadio Polisportivo Provinciale |
| \| \| \| \| \| Pita ?’ \| Marcatori \| ?’ Di Rienzo \| |           |              |        |                                 |
|                                                        |           |              |        |                                 |
| Pita ?’                                                | Marcatori | ?’ Di Rienzo |        |                                 |

| San Rufo 20 dicembre 1987, ore 14:30 UTC+1 14ª giornata                         | Valdiano 85 | 3 – 2                | Trapani |  |
| \| \| \| \| \| Di Rosa ?’ Lucidi ?’, ?’ \| Marcatori \| ?’ Valenti Innocenti \| |             |                      |         |  |
|                                                                                 |             |                      |         |  |
| Di Rosa ?’ Lucidi ?’, ?’                                                        | Marcatori   | ?’ Valenti Innocenti |         |  |

| Trapani 3 gennaio 1988 15ª giornata | Trapani | 0 – 0 | Vigor Lamezia | Stadio Polisportivo Provinciale |

| 10 gennaio 1988 16ª giornata         | Benevento | 1 – 0 | Trapani |  |
| \| \| \| \| \| ?’ \| Marcatori \| \| |           |       |         |  |
|                                      |           |       |         |  |
| ?’                                   | Marcatori |       |         |  |

| Trapani 17 gennaio 1988 17ª giornata | Trapani | 0 – 0 | Sorrento | Stadio Polisportivo Provinciale |

#### Girone di ritorno
| 24 gennaio 1988 18ª giornata                  | Atletico Catania | 1 – 0 | Trapani |  |
| \| \| \| \| \| Sinopoli ?’ \| Marcatori \| \| |                  |       |         |  |
|                                               |                  |       |         |  |
| Sinopoli ?’                                   | Marcatori        |       |         |  |

| Trapani 31 gennaio 1988 19ª giornata       | Trapani   | 0 – 1    | Giarre | Stadio Polisportivo Provinciale |
| \| \| \| \| \| \| Marcatori \| ?’ Dolce \| |           |          |        |                                 |
|                                            |           |          |        |                                 |
|                                            | Marcatori | ?’ Dolce |        |                                 |

| 7 febbraio 1988 20ª giornata | Ercolanese | 0 – 0 | Trapani |  |

| Trapani 21 febbraio 1988 21ª giornata                                 | Trapani   | 2 – 1         | Pro Cisterna | Stadio Polisportivo Provinciale |
| \| \| \| \| \| Caruso ?’ Marrazzo ?’ \| Marcatori \| ?’ Cacciatore \| |           |               |              |                                 |
|                                                                       |           |               |              |                                 |
| Caruso ?’ Marrazzo ?’                                                 | Marcatori | ?’ Cacciatore |              |                                 |

| 28 febbraio 1988 22ª giornata                          | Juventus Stabia | 1 – 0 | Trapani |  |
| \| \| \| \| \| Brugaletta ?’ (rig.) \| Marcatori \| \| |                 |       |         |  |
|                                                        |                 |       |         |  |
| Brugaletta ?’ (rig.)                                   | Marcatori       |       |         |  |

| Arbitro: | Mangerini (Brescia) |

|                         |           |             |
| Marino 18’ Mozzetti 54’ | Marcatori | 51’ Di Baia |

| Trapani 13 marzo 1988 24ª giornata                  | Trapani   | 1 – 1   | Latina | Stadio Polisportivo Provinciale |
| \| \| \| \| \| Picano ?’ \| Marcatori \| ?’ Doto \| |           |         |        |                                 |
|                                                     |           |         |        |                                 |
| Picano ?’                                           | Marcatori | ?’ Doto |        |                                 |

| 20 marzo 1988 25ª giornata                             | Palermo   | 2 – 0 | Trapani |  |
| \| \| \| \| \| D'Este ?’ (rig.), ?’ \| Marcatori \| \| |           |       |         |  |
|                                                        |           |       |         |  |
| D'Este ?’ (rig.), ?’                                   | Marcatori |       |         |  |

| Trapani 2 aprile 1988 26ª giornata | Trapani | 0 – 0 | Cavese | Stadio Polisportivo Provinciale |

| 10 aprile 1988 27ª giornata                                           | Afragolese | 3 – 0 | Trapani |  |
| \| \| \| \| \| Sorrentino ?’, ?’ Collaro ?’ (rig.) \| Marcatori \| \| |            |       |         |  |
|                                                                       |            |       |         |  |
| Sorrentino ?’, ?’ Collaro ?’ (rig.)                                   | Marcatori  |       |         |  |

| Trapani 17 aprile 1988 28ª giornata                   | Trapani   | 2 – 0 | Kroton | Stadio Polisportivo Provinciale |
| \| \| \| \| \| Monti ?’ Valenti ?’ \| Marcatori \| \| |           |       |        |                                 |
|                                                       |           |       |        |                                 |
| Monti ?’ Valenti ?’                                   | Marcatori |       |        |                                 |

| Trapani 24 aprile 1988 29ª giornata    | Trapani   | 1 – 0 | Siracusa | Stadio Polisportivo Provinciale |
| \| \| \| \| \| Pita \| Marcatori \| \| |           |       |          |                                 |
|                                        |           |       |          |                                 |
| Pita                                   | Marcatori |       |          |                                 |

| 8 maggio 1988 30ª giornata                                                  | Turris    | 1 – 2                 | Trapani |  |
| \| \| \| \| \| Citarelli ?’ (rig.) \| Marcatori \| ?’ Vitiello ?’ Caruso \| |           |                       |         |  |
|                                                                             |           |                       |         |  |
| Citarelli ?’ (rig.)                                                         | Marcatori | ?’ Vitiello ?’ Caruso |         |  |

| Trapani 15 maggio 1988 31ª giornata                                           | Trapani   | 2 – 2                   | Valdiano 85 | Stadio Polisportivo Provinciale |
| \| \| \| \| \| Gambino ?’ Sapio ?’ \| Marcatori \| ?’ Sorrentino ?’ Lucidi \| |           |                         |             |                                 |
|                                                                               |           |                         |             |                                 |
| Gambino ?’ Sapio ?’                                                           | Marcatori | ?’ Sorrentino ?’ Lucidi |             |                                 |

| 22 maggio 1988 32ª giornata | Vigor Lamezia | 0 – 0 | Trapani |  |

| Trapani 29 maggio 1988 33ª giornata | Trapani | 0 – 0 | Benevento | Stadio Polisportivo Provinciale |

| 5 giugno 1988 34ª giornata                                                                  | Sorrento  | 3 – 2                   | Trapani |  |
| \| \| \| \| \| Donnarumma ?’ Ianniello ?’ (rig.) \| Marcatori \| ?’, ?’ Caruso ?’ Casale \| |           |                         |         |  |
|                                                                                             |           |                         |         |  |
| Donnarumma ?’ Ianniello ?’ (rig.)                                                           | Marcatori | ?’, ?’ Caruso ?’ Casale |         |  |

## Statistiche

### Statistiche di squadra
| Competizione | Punti | In casa | In casa | In casa | In casa | In casa | In casa | In trasferta | In trasferta | In trasferta | In trasferta | In trasferta | In trasferta | Totale | Totale | Totale | Totale | Totale | Totale | DR |
| Competizione | Punti | G       | V       | N       | P       | Gf      | Gs      | G            | V            | N            | P            | Gf           | Gs           | G      | V      | N      | P      | Gf     | Gs     | DR |
| ------------ | ----- | ------- | ------- | ------- | ------- | ------- | ------- | ------------ | ------------ | ------------ | ------------ | ------------ | ------------ | ------ | ------ | ------ | ------ | ------ | ------ | -- |
| Serie C2     | 30    | 17      | 7       | 9       | 1       | 19      | 10      | 17           | 1            | 5            | 11           | 9            | 25           | 34     | 8      | 14     | 12     | 28     | 35     | -7 |